# Sidi Bel Abbès (film)
Pour les articles homonymes, voir Sidi Bel Abbès.
Pour plus de détails, voir Fiche technique et Distribution.
Sidi Bel Abbès est un film français réalisé par Jean Alden-Delos et sorti en 1954.

## Fiche technique
- Titre : Sidi Bel Abbès
- Réalisation : Jean Alden-Delos
- Scénario : Jean Alden-Delos
- Photographie : Jean Isnard
- Décors : Lucien Carré
- Son : Roger Cosson
- Montage : André Brossier
- Production : Mapfilms
- Couleurs Gévacolor
- Pays :  France
- Durée : 90 minutes
- Date de sortie : France - 30 avril 1954

## Distribution
- Raymond Cordy : le caporal Génicot
- Roland Toutain : le capitaine Marsaillan
- Leïla Farida : Kadidja
- Marc Valbel : Alain
- Marco Villa : le caïd Ben Hadj
- Philippe Grey
- Guy Henry
- Philippe Richard
- Robert Tenton